# Матушкино
Ма́тушкино — район и внутригородское муниципальное образование Москвы в Зеленоградском административном округе.

## История
В ХVII в. на территории района Матушкино находилась небольшая деревня, которая называлась Матюшкино. Она находилась во владении дворян Матюшкиных.
В XVIII — XIX вв. деревня многократно меняла своих владельцев, принадлежала князьям Голицыным и др.
В начале 1920-х гг. началось активное хозяйственное освоение территории современного муниципального образования «Матушкино». Большое значение для развития местности имела узкоколейная железная дорога, которая была построена в 1921—1923 гг. и предназначалась для вывоза дров и торфа с реки Клязьмы в Москву, испытывавшую большие трудности с отоплением. В 1920-е гг. на территории района началась разработка камня, который использовался для строительства дороги от станции Крюково к современному Ленинградскому шоссе.
В 1929 г . в деревне организовали колхоз «Пчелка». В 1936 г . на территории района был создан аэродром ДОСААФ.
В начальный период Великой Отечественной войны на территории нынешнего района Матушкино шли ожесточенные бои, которые начались 28 ноября 1941 года и велись силами 354 стрелковой дивизии. На короткое время деревня оказалась оккупирована войсками противника. 8 декабря 1941 г . Матушкино было освобождено.
3 марта 1958 г . Совет министров СССР принял постановление «О строительстве нового города в пригородной зоне Москвы, в районе ст. Крюково Октябрьской железной дороги», в котором предусматривалось строительство в 1959—1963 гг. нового города-спутника Москвы, впоследствии получившего название Зеленограда. Деревня Матушкино вошла в городскую черту и оказалась ликвидирована. Строительство нового города началось с ее бывшей территории.
12 сентября 1991 года был образован муниципальный округ № 1. 5 июля 1995 года его преобразовали в район № 1.
4 декабря 2002 года объединён с районом № 2 в район Матушкино-Савёлки. В 2003 году в районе были созданы два отдельных внутригородских муниципальных образования Матушкино и Савёлки (ранее, соответственно, районы № 1 и № 2).
С 1 января 2010 года восстановлено прежнее разделение на 2 района, при этом район унаследовал имя Матушкино.

## Границы и территория
Площадь территории составляет 438 га.
Границы района и внутригородского муниципального образования проходят:
- по южной границе пруда на реке Сходне,
- далее по восточной и северной границам территории лесопарка,
- пересекая Панфиловский проспект, по северной, северо-восточной и восточной границам территории лесопарка,
- оси 4-го Западного проезда,
- границе города Зеленограда,
- по восточной и южной границам территории лесопарка,
- по осям улицы Юности и Центрального проспекта до пруда на реке Сходне.

Матушкино граничит на северо-востоке с Солнечногорским районом Московской области, на юго-востоке — с районом Савёлки, на юге — с районом Старое Крюково, на западе — с районом Силино.

### Территориальное деление
- 1, 2 и 4 микрорайоны;
- Северная промзона.

## Население
| 2010    | 2012    | 2013    | 2014    | 2015    | 2016    | 2017    |
| ------- | ------- | ------- | ------- | ------- | ------- | ------- |
| 38 075  | ↗38 473 | ↗38 567 | ↗39 036 | ↗39 242 | ↗39 871 | ↗40 057 |
| 2018    | 2019    | 2020    | 2021    | 2023    | 2024    |         |
| ↗40 351 | ↗40 694 | ↗40 913 | ↗42 471 | ↘41 877 | ↗43 049 |         |

### Национальный состав
По итогам переписи населения 2020 года проживали следующие национальности (национальности менее 0,1 % и другое, см. в сноске к строке «Другие»):
| Национальность | Численность, чел. | Доля     |
| -------------- | ----------------- | -------- |
| Русские        | 37 640            | 88,63 %  |
| Армяне         | 176               | 0,41 %   |
| Татары         | 166               | 0,39 %   |
| Украинцы       | 107               | 0,25 %   |
| Азербайджанцы  | 78                | 0,18 %   |
| Узбеки         | 66                | 0,16 %   |
| Таджики        | 46                | 0,11 %   |
| Белорусы       | 43                | 0,10 %   |
| Другие         | 4149              | 9,77 %   |
| Итого          | 42 471            | 100,00 % |

## Парки, скверы и общественные пространства

#### Народный парк «Площадь Беларуси»
Сквер, посвященный Республике Беларусь, на территории 2 микрорайона Зеленограда на проспекте Генерала Алексеева у корпуса 234А. Инициатива по благоустройству парка возникла в 2014 году в рамках реализации программы «Народный парк» в поддержку постановления мэра Москвы. Обязанности по благоустройству взяла на себя зеленоградская группа компаний «ЮМИТ». Территория была оформлена в белорусской тематике — установлены деревянные скульптуры национальных персонажей, клумба в виде карты Беларуси и металлические конструкции, символизирующие главные достопримечательности Республики: Брестскую крепость, Беловежскую пущу и Мирский замок. Национальный колорит комплексу придают фигуры людей в белорусских костюмах, стоящие под деревянным навесом с вывеской «Запрашаем калі ласка!» («Добро пожаловать») и встречающие посетителей сквера с хлебом-солью. Для детей в сквере устроили лабиринт из кустарников с персонажами славянской мифологии — бабой Ягой, Лешим и другими. В темное время суток сквер освещается уличными торшерами и прожекторами. Также на территории установлены скамьи для отдыха и урны. Идею создания сквера поддержало Посольство Беларуси, Управа района Матушкино, а также местные жители и депутаты. Архитектором выступил А. Н. Ивановский, дизайнером — Г. Макаренкова, а проектировщиком — А. И. Долгушев. Другое название сквера — «Поляна сказок». В 2019 году завершился новый этап благоустройства территории по программе «Мой район» в ходе масштабной реконструкции Центрального проспекта. Был произведен ремонт дорожек и осуществлена прокладка инженерных коммуникаций.

#### Зона отдыха «Быково болото»
Свой современный вид рекреационная территория у декоративного пруда Быково болото и корпуса 158 на территории 1-го микрорайона Зеленограда получила в 2017 году, после завершения благоустройства. Площадь облагороженной зоны составила около 3 га. Территория у корпуса 158 площадью более 100 м² включает в себя 11 зон. Здесь есть скейт-парк, баскетбольная и футбольная площадки, корт для большого тенниса, столы для настольного тенниса под навесами, тренажеры для воркаута и паркура, площадка для игры в городки, а также сцена, зона отдыха и детская площадка с качелями-гнездами, лазалками-паутинками и винтовой лестницей. При разработке дизайна упор был сделан на долговечность и надежность — на всех дорожках уложили плитку, поставили каменные урны, добавили новые опоры освещения, а скамейки вмонтировали прямо в заборное ограждение. В 2019 году заменили лавочки и урны вокруг пруда. На территории есть несколько интересных арт-объектов: у пруда разместили скульптуру белых лебедей, образующих сердце. Такой арт-объект появился не случайно — лебеди живут на пруду с 2001 года. В спортивной зоне у корпуса 158 появились топиарные фигуры, а также инсталляция с гигантским букетом и надпись «Я люблю Матушкино».

#### Пешеходная зона в 1 микрорайоне
Прогулочная зона на 350-метровом бульваре от улицы Николая Злобина до корпуса 153 благоустроена летом 2019 года. Ранее на этом месте было пустое пространство. Общая площадь благоустраиваемой территории 1 микрорайона составила 3 гектара. Здесь обустроили дорожки с плиточным покрытием, зоны тихого отдыха, установили фонари, парковые диваны-качели, лавочки и урны, а также провели современное освещение. Для детей оборудовали две площадки с современными и безопасными игровыми комплексами. Обустроили две спортивные площадки: для занятий футболом, волейболом и баскетболом. Напротив корпуса 130Б построили детскую площадку с игровым комплексом «Рыцарский замок» и деревянными фигурами героев сказки «Волшебник Изумрудного города». Вторая детская площадка с игровым городком, качелями и песочницей расположена во дворе корпуса 141. Две новые спортплощадки разместили между корпусами 138 и 141. Изюминкой парка стал объект ландшафтного дизайна — сад-рокарий с кованым мостиком. Он разместился вдоль пешеходной зоны от площади Юности к корпусу 153.

#### Площадь Юности
Площадь Юности является первой площадью Зеленограда. Она была образована в 1972 году вместе с улицей Юности. На ней расположены первый кинотеатр Зеленограда «Электрон» и первый торговый центр, названный в честь города. Здесь же проводятся различные праздники, фестивали и гулянья. Площадь была реконструирована в 2017 году. После реконструкции здесь появились бесплатные точки доступа Wi-Fi и специальные стойки для зарядки гаджетов на столбах с солнечными модулями. Кроме того, на территории проложили гранитную плитку разных форм и оттенков. Тенистую аллею, появившуюся в первые годы после основания площади, привели в порядок. На клумбах высадили цветы. Фишкой обновленной площади стал пешеходный фонтан с подсветкой на участке почти 200 кв. метров. По соседству открылись фестивальная площадка с каруселью и катком, спортивные и детские площадки. Детская площадка выполнена в современном футуристичном стиле с разнообразными игровыми элементами для детей разного возраста и логически разделена на 4 зоны. Первая и самая большая рассчитана на детей от 5 лет и старше. Здесь размещены два больших комплекса с лазательными игровыми элементами и интерактивными модулями. В этой зоне также есть две карусели. На одной могут вращаться 8-10 детей и общаться между собой в процессе игры. Другая же может одновременно раскручиваться и качаться на подвешенном «маятнике». Кроме того, здесь есть балансир, качели-гнезда и классические качели. Вторая зона предназначена для детей до 5 лет. Здесь установлены игровые элементы на преодоление препятствий и пружинные качалки. Третья и четвертая зоны — спортивные. Это воркаут и зона с уличными тренажерами для полноценных тренировок и занятий фитнесом. Также на территории площади есть бесплатная крытая велопарковка, стенды с историей города и большая инсталляция «Матушкино».